# Malayala Manorama
Malayala Manorama (en Malayalam: മലയാള മനോരമ) es un periódico de la India. Se publica desde 1889  y es el cuarto periódico de mayor circulación del país. Es, además, el periódico más importante publicado en la lengua malayalam, hablada sobre todo en el estado de Kerala.

## Historia
Fue publicado por primera vez en 1889 siendo, junto a The Hindu (fundado en 1878), uno los periódicos más antiguos de la India que aún siguen en circulación. Es propiedad de la familia Kandathil y es el medio principal de un conglomerado de empresas de comunicaciones que incluyen un canal de noticias por cable (Manorama News), varias estaciones de radio FM y decenas de publicaciones, entre las que se destacan The Week y la revista femenina Vanitha.

## Circulación
Según datos del Indian Readership Survey, el periódico tenía en 2010 una circulación estimada en 1,8 millones de ejemplares diarios y era leído por 9,9 millones de personas. Estas cifras lo colocan entre los cinco diarios más leídos del país y lo posicionan como el segundo más leído en una lengua que no es el inglés (tras el Dainik Jagran, que se publica en hindi). 
Su ámbito de influencia es el estado de Kerala, al sudoeste del país. Pero también se imprimen ejemplares en las ciudades de Bangalore, Chennai y Mumbai. Desde esta última ciudad, se imprimen los ejemplares que se envían a países del Golfo Pérsico como Catar y Baréin, dónde residen importantes minorías de habla malayalam.

## Premios y reconocimientos
En 2006, la UNESCO le otorgó al diario el premio PIDC-UNESCO en reconocimiento a una campaña de información y sensibilización sobre el uso y preservación del agua en las comunidades rurales del estado de Kerala.